# Hystrichonyssus turneri
Famille
Genre
Espèce
Hystrichonyssus turneri  est la seule espèce d'acariens Mesostigmata de la famille des Hystrichonyssidae.